# 童秉纲
童秉纲（1927年9月28日—2020年7月9日），江苏省张家港市人，中国流体力学家，中国科学院大学教授、博士生导师。

## 生平
1927年9月28日生于江苏省江阴县杨舍镇。曾在杨舍小学和梁丰中学读书。11岁时父亲去世。1946年考入国立中央大学机械工程系，1950年大学毕业时，学校已改名为南京大学。他被分配到哈尔滨工业大学力学专业攻读研究生，1952年就开始任教，成为理论力学教研室代理主任。1956年，由于对当时的副教务长提意见而受到批斗，挨整长达5年。1961年，他主编的《理论力学》讲义被选为全国试用教科书，同年调至中国科学技术大学工作，历任流体力学教研室主任、近代力学系主任。文化大革命期间曾被关押1年，劳改2年半。1978年重返讲坛，1981年获国务院学位委员会批准，成为全国流体力学专业第一批博士生导师。1984年，在加拿大滑鐵盧大學应用力学系和美国加州理工学院进修访问。1985年回国。1986年转至北京中国科学院研究生院（2012年更名为中国科学院大学）任教。主要从事非定常流与涡运动、运动生物流体力学、空气动力学与气动热力学的研究。1997年10月当选为中国科学院院士。
2020年7月9日在北京逝世，终年92岁。